# Peter Pacult
Peter Pacult (Vienna, 28 ottobre 1959) è un allenatore di calcio ed ex calciatore austriaco, di ruolo attaccante.

## Carriera

### Giocatore
La carriera da giocatore di Pacult si svolge nella natia Vienna dove, dopo gli esordi al Floridsdorfer AC, approda al Wiener Sport-Club prima e al Rapid Vienna poi. Con i bianco-verdi conquista la coppa d'Austria nel 1984-1985.
Nel 1986 si trasferisce allo Swarovski Tirol, dove vince due campionati e una ÖFB-Cup, laureandosi capocannoniere della 1. Division 1988-1989. In seguito è stato anche capocannoniere della Coppa dei Campioni (nel 1990-1991), a pari merito con il francese Jean-Pierre Papin.
Si trasferì in Germania nel 1992, per giocare nel Monaco 1860. Gioca la sua ultima stagione nel 1995-1996 con la maglia dell'Austria Vienna.

### Allenatore
Esordisce nel 2001 a Monaco di Baviera, dove guida il Monaco 1860 per due anni.
Nel 2004 approda al Kärnten, appena retrocesso in Erste Liga, tuttavia non riesce a recuperare il posto in Bundesliga e dopo un anno si trasferisce nuovamente in Germania, alla Dynamo Dresda, dove però non riesce a salvare la squadra dalla retrocessione in Regionalliga.
Nel 2006, diventa allenatore del Rapid Vienna, sostituendo Georg Zellhofer. Sorprese la scelta dei dirigenti di affidarsi ad un allenatore con poca esperienza, ma la fiducia in lui riposta fu ben ripagata: infatti al secondo tentativo Pacult ha guidato il Rapid alla vittoria della Bundesliga, nel torneo 2007-2008, precedendo il Salisburgo, a cui inflisse una storica sconfitta per 7-0 al Wals-Siezenheim.
L'11 aprile 2011, in seguito ai pessimi risultati ottenuti dal Rapid in campionato, viene esonerato e sostituito ad interim da Zoran Barišić.
Per la stagione 2011-2012 firma un contratto, dalla durata biennale, con i tedeschi del RB Lipsia, in Regionalliga. La squadra, malgrado i proclami d'inizio stagione, non ottiene la promozione in 3. Liga e Pacult viene licenziato a fine campionato. Nel frattempo, l'8 aprile 2012, era avvenuto un episodio increscioso con protagonisti lo stesso Pacult ed un tifoso, al quale aveva rivolto parole offensive di taglio anti-omosessuale. In conseguenza di ciò, la Federazione tedesca gli ha comminato una multa di 800 euro.

## Palmarès

### Giocatore

#### Club
- Coppa d'Austria: 2

Rapid Vienna: 1984-1985
Swarovski Tirol: 1988-1989
- Campionato austriaco: 2

Swarovski Tirol: 1988-1989, 1989-1990

#### Individuale
- Capocannoniere della 1. Division: 1

1988-1989 (26 reti)
- Capocannoniere della Coppa dei Campioni: 1

1990-1991 (6 reti)

### Allenatore
- Campionato austriaco: 1

Rapid Vienna: 2007-2008